# Мартин західний
Мартин західний (Larus occidentalis) — морський птах середнього розміру роду мартинів (Larus).
Досить великий представник роду, поширений на західному узбережжі Північної Америки. Раніше вид розглядався як підвид Larus livens, що мешкає в затоці Каліфорнія. Larus occidentalis поширений від штату Вашингтон до півострова Каліфорнія та утворює численні колонії на узбережжі. Хоча птах досить поширений та добре вивчений, його збереження викликає деякий неспокій через обмеження ареалу.